# Otázky a odpovědi
Otázky a odpovědi (v anglickém originále Quiz Show) je americký historický film z roku 1994, který produkoval a režíroval Robert Redford a scénář napsal Paul Attanasio.  Film je inspirován memoárem Richarda N. Goodwina Remembering America: A Voice From the Sixities. Hlavní role hrají John Turturro, Rob Morrow, Ralph Fiennes, Paul Scofield, David Paymer, Hank Azaria a Christopher McDonald.
Premiéra ve Spojených státech amerických proběhla dne 7. října 1994. V českých kinech měl premiéru dne 9. března 1995. Film získal pozitivní hodnocení od kritiků a byl nominován na několik ocenění, včetně nominace na Oscara v kategorii nejlepší film a Zlatý glóbus.

## Obsazení
- Ralph Fiennes jako Charles Van Doren
- John Turturro jako Herb Stempel
- Rob Morrow jako Richard N. „Dick“ Goodwin
- David Paymer jako Dan Enright
- Paul Scofield jako Mark Van Doren
- Hank Azaria jako Albert Freedman
- Christopher McDonald jako Jack Barry
- Adam Kilgour jako Thomas Merton
- Johann Carlo jako Toby Stempel
- Elizabeth Wilson jako Dorothy Van Doren
- Allan Rich jako Robert Kintner
- Mira Sorvino jako Sandra Goodwin
- George Martin jako Chairman
- Paul Guilfoyle jako Lishman
- Griffin Dunne jako účetní
- Michael Mantell jako Pennebaker
- Martin Scorsese jako Martin Rittenhome, sponzor
- Neil Ross jako oznamovatel
- Barry Levinson jako Dave Garroway
- Calista Flockhart jako dívka

## Přijetí

### Tržby
Film měl premiéru dne 16. září 1994, kdy se začal promítat ve 27 kinech. Za první víkend vydělal 757 714 dolarů. Dne 7. října 1994 byl rozšířen do 822 kin a vydělal za první víkend přes 3 miliony. Celkově tak film vydělal ve Spojených státech přes 24 milionů dolarů.

### Ocenění a nominace
| Ocenění                                              | Kategorie                                                 | Nominovaní                                                                 | Výsledek  |
| ---------------------------------------------------- | --------------------------------------------------------- | -------------------------------------------------------------------------- | --------- |
| Awards Circuit Community Awards                      | Nejlepší režie                                            | Robert Redford                                                             | nominace  |
| Awards Circuit Community Awards                      | Nejlepší adaptovaný scénář                                | Paul Attanasio                                                             | nominace  |
| Boston Society of Film Critics Awards                | Nejlepší režie                                            | Robert Redford                                                             | nominace  |
| Boston Society of Film Critics Awards                | Nejlepší scénář                                           | Paul Attanasio                                                             | nominace  |
| Chicago Film Critics Association Awards              | Nejlepší film                                             |                                                                            | nominace  |
| Chicago Film Critics Association Awards              | Nejlepší scénář                                           | Paul Attanasio                                                             | nominace  |
| Chicago Film Critics Association Awards              | Nejlepší mužský herecký výkon ve vedlejší roli            | John Turturro                                                              | nominace  |
| Dallas-Fort Worth Film Critics Association Awards    | Nejlepší film                                             |                                                                            | nominace  |
| Dallas-Fort Worth Film Critics Association Awards    | Nejlepší režie                                            | Robert Redford                                                             | nominace  |
| Dallas-Fort Worth Film Critics Association Awards    | Nejlepší mužský herecký výkon ve vedlejší roli            | Paul Scofield                                                              | nominace  |
| Directors Guild of America Awards                    | Nejlepší režie                                            | Robert Redford                                                             | nominace  |
| National Board of Review Award                       | Nejlepších deset filmů roku 1994                          |                                                                            | vítězství |
| National Society of Film Critics Awards              | Nejlepší scénář                                           | Paul Attanasio                                                             | nominace  |
| National Society of Film Critics Awards              | Nejlepší mužský herecký výkon ve vedlejší roli            | Paul Scofield                                                              | nominace  |
| New York Film Critics Circle Awards                  | Nejlepší film                                             |                                                                            | vítězství |
| New York Film Critics Circle Awards                  | Nejlepší scénář                                           | Paul Attanasio                                                             | nominace  |
| New York Film Critics Circle Awards                  | Nejlepší mužský herecký výkon ve vedlejší roli            | Paul Scofield                                                              | nominace  |
| Oscar                                                | Nejlepší film                                             | Robert Redford, Michael Jacobs, Julian Kranin a Michael Nozik (producenti) | nominace  |
| Oscar                                                | Nejlepší režie                                            | Robert Redford                                                             | nominace  |
| Oscar                                                | Nejlepší mužský herecký výkon ve vedlejší roli            | Paul Scofield                                                              | nominace  |
| Oscar                                                | Nejlepší adaptovaný scénář                                | Paul Attanasio                                                             | nominace  |
| Filmová cena Britské akademie                        | Nejlepší film                                             |                                                                            | nominace  |
| Filmová cena Britské akademie                        | Nejlepší adaptovaný scénář                                | Paul Attanasio                                                             | vítězství |
| Filmová cena Britské akademie                        | Nejlepší mužský herecký výkon ve vedlejší roli            | Paul Scofield                                                              | nominace  |
| Screen Actors Guild Awards                           | Nejlepší mužský herecký výkon ve vedlejší roli            | John Turturro                                                              | nominace  |
| Southeastern Film Critics Society Association Awards | Nejlepší film                                             |                                                                            | 9 místo   |
| USC Scripter Awards                                  | Nejlepší scénář                                           | Paul Attanasio                                                             | nominace  |
| Writers Guild of America Awards                      | Nejlepší scénář inspirovaný materiálem dříve publikovaným | Paul Attanasio                                                             | nominace  |
| Zlatý glóbus                                         | Nejlepší film - drama                                     |                                                                            | nominace  |
| Zlatý glóbus                                         | Nejlepší režie                                            | Robert Redford                                                             | nominace  |
| Zlatý glóbus                                         | Nejlepší mužský herecký výkon ve vedlejší roli            | John Turturro                                                              | nominace  |
| Zlatý glóbus                                         | Nejlepší scénář                                           | Paul Attanasio                                                             | nominace  |